# Will Purvis
 (août 2022).
Will Purvis (né en 1872 et mort en 1938) était membre de l'organisation des Chapeaux Blancs, un groupe suprémaciste blanc similaire à celui du Ku Klux Klan, condamné à mort pour meurtre puis ayant survécu à son exécution et finalement gracié.

## Biographie
William Isaac Purvis né en septembre 1872 aux États-Unis dans l'État du Mississipi. Il est le fils d'Isaac Newton Purvis et de Mary Frances Johnson. Il se marie en septembre 1900 avec Sarah M Boone.
Il a été reconnu coupable du meurtre de Will Buckley, un membre du groupe des Chapeaux Blancs comme lui, en aout 1893 et a toujours clamé son innocence. 
Lors de son procès, il déclara aux jurés : « vous allez tous mourir avant moi ! ». Il est finalement condamné à mort par pendaison.
Il est exécuté le 7 février 1894 et survit à son exécution car le nœud coulant s'est desserré autour de son cou. Il retourne en prison en attente d'une nouvelle exécution, le bourreau ayant refusé de l'exécuter une seconde fois sous pression de la foule venue assister à l'évènement . En juin 1895, il parvient à s'évader avec l'aide de plusieurs complices et reste caché quatre mois dans la forêt. Il finit par se rendre et sa peine est transformée en prison à perpétuité.
En 1897, le témoin clé du procès déclare s'être trompé sur la personne qu'il a vu abattre par balle Will Buckley et modifie son témoignage. Will Purvis est finalement gracié par le gouverneur local puis libéré en décembre 1898.
En 1917, un homme, sur son lit de mort déclare avoir participé au meurtre de Will Buckley et donne le nom du tueur mais ne signe pas de confession. Selon la loi de l'État du Mississipi à l'époque, le témoignage n'est pas recevable. Trois ans plus tard, en 1920, Will Purvis obtient tout de même 5 000 $ en dédommagement.
Il meurt le 13 octobre 1938, à l'âge de 66 ans, d'insuffisance rénale et ce, quatre jours après la mort du dernier juré de son procès.